# 奧斯汀鎮區 (密歇根州薩尼拉克縣)
奧斯汀鎮區（英語：Austin Township）是位於美國密歇根州薩尼拉克縣的一個行政鎮區。

## 地方資料
奧斯汀鎮區的面積為93.80平方千米，當中陸地面積為93.80平方千米，而水域面積為0.00平方千米。根據2020年美國人口普查的數據，當地共有人口619人，而人口密度為每平方千米6.6人。